# 1996年アトランタオリンピックのタイ選手団
1996年アトランタオリンピックのタイ選手団（1996ねんアトランタオリンピックのタイせんしゅだん）は、1996年7月19日から8月4日にかけてアメリカ合衆国のジョージア州アトランタで開催された1996年アトランタオリンピックのタイ選手団、およびその競技結果。

## 概要
今大会は金メダル1個、銅メダル1個の合計2個のメダルを獲得した。

## メダル
| メダル | 選手名                     | 競技       | 種目           |
| ------ | -------------------------- | ---------- | -------------- |
| 金     | ソムラック・カムシン       | ボクシング | 男子フェザー級 |
| 銅     | ビチャイラチャノン・カドポ | ボクシング | 男子バンタム級 |